# 은행고등학교
은행고등학교(銀杏高等學校)는 대한민국 경기도 시흥시 은행동에 있는 공립 고등학교이다.

## 학교 연혁
- 1997년 1월 14일 : 은행 고등학교 12학급 설립 인가
- 1997년 3월 1일 : 초대 문준환 교장 취임
- 1997년 3월 5일 : 제1회 입학식(9학급 481명)
- 2000년 2월 15일 : 제1회 졸업색(392명 졸업)
- 2010년 8월 3일 : 급식실 리모델링 및 특별실 증축
- 2023년 3월 2일 : 제12대 방형심 교장 취임
- 2023년 12월 22일 : 제25회 졸업식 (280명)
- 2024년 3월 4일 : 제28회 입학식 (372명)

## 참고 자료
- 은행고등학교 - 한국교육학술정보원 학교알리미